# Штумпф, Виталий
Виталий Штумпф, Виталий Владимирович Штумпф (нем. Vitaliy Stumpf, 17 марта 1978 года, г. Ишимбай) — германский, ранее советский и российский шашист. Вице-чемпион Германии по международным шашкам (2014, 2006). Мастер ФМЖД. FMJD-Id: 11676
Воспитанник Ишимбайской школы олимпийского резерва, шашечного клуба Башнефть. Тренер — Юрий Черток, Владимир Мильшин.
Участник чемпионатов мира (2013), Германии, России (2002, 13 место из 14; 1996, 11 место из 13). На чемпионат мира 2013 года прошел через Отборочный турнир к чемпионату мира, Будапешт (Венгрия), 16-22.03.2013
Проживает в Штутгарте. Выступает за клуб Ulm